# Ossi-Pekka Valta
Ossi-Pekka Valta (* 22. November 1991) ist ein ehemaliger finnischer Skispringer und heutiger Skisprungtrainer.

## Werdegang
Valta gab sein internationales Debüt im Januar 2008 beim FIS-Cup in Kuopio. Bereits im ersten Springen landete er als Neunter unter den besten zehn. Nachdem er auch im zweiten Springen mit Platz zehn überzeugte, gab er im Februar sein Debüt im Skisprung-Continental-Cup. In Iron Mountain verpasste er als 35. knapp die Punkteränge. Auch im Oktober verpasste er in Falun die Punkteränge. Daraufhin dauerte es ein Jahr, bis er im FIS-Cup in Einsiedeln wieder international an den Start ging.
Im Sommer 2010 startete er in Garmisch-Partenkirchen wieder im Continental Cup, landete aber als 71. nur weit abgeschlagen. Bei den Nordischen Junioren-Skiweltmeisterschaften 2011 in Otepää sprang er ebenfalls als 53. nur hinterher.
Nachdem Valta im August 2011 in Szczyrk zwei gute FIS-Cup-Ergebnisse erreicht hatte, wurde er zur Saison 2011/12 fest in den B-Nationalkader im Continental Cup aufgenommen. Im Februar 2012 sprang er in Wisła als Achter erstmals die Punkteränge. Auch zum Saisonende in Kuopio sprang er zweimal in den zweiten Durchgang. Die Saison beendete er schließlich mit 58 Punkten auf dem 68. Platz der Gesamtwertung.
Nachdem er im Sommer beim Continental Cup in Lillehammer ohne Punktegewinn blieb und im zweiten Springen disqualifiziert wurde, startete er zu Beginn der Saison 2012/13 in Kuusamo bei der Qualifikation zum Skisprung-Weltcup. Dabei verpasste er diese als 55. deutlich. Nach einer Wettkampfpause bis Februar kam er in Planica zurück in den Continental Cup, blieb aber erneut ohne Punkterfolg. Zuvor hatte er im Januar bei den Finnischen Meisterschaften im Skispringen 2013 den achten Platz belegt.
Nachdem er beim Skiflug-Weltcup in Oberstdorf im Einzel als 32. der Qualifikation nur knapp am Wettbewerbsdurchgang scheiterte, startete er am 15. Februar 2013 beim Teamfliegen gemeinsam mit der Mannschaft und erreichte den achten Rang. Bei den Continental Cups in Liberec am Ende der Saison landete er noch einmal außerhalb der Punkteränge.
Die Saison 2013/14 begann Valta mit dem Start bei der Winter-Universiade 2013 in Trentino, deren Springen in Predazzo stattfanden. Nach Rang 20 von der Normalschanze  belegte er mit der Mannschaft an gleicher Stelle wenig später den sechsten Rang.  Von der Großschanze landete er im Einzel auf dem 12. Platz.
Valta studiert an der Lahti University of Applied Sciences. Später trainierte er die Springer und Springerinnen der Finnen im FIS-Cup und wurde schließlich Trainer des A-Kaders der finnischen Frauen.
Sein Bruder Eeli-Pekka Valta war ebenfalls als Skispringer sowie als Nordischer Kombinierer aktiv. 